# HD247441
HD247441 є хімічно пекулярною зорею спектрального класу
B9 й має видиму зоряну величину в смузі V приблизно  8,8.

## Пекулярний хімічний вміст
Зоряна атмосфера HD247441 має підвищений вміст 
Si
.